# Espiritualismo filosófico
Espiritualismo filosófico é uma corrente filosófica do século XIX, oposta ao materialismo e ao panteísmo, inspirada no romantismo e surgida em reação ao positivismo, que afirma o espírito como a realidade suprema da existência. Considera-se que seus principais representantes são Maine de Biran, Royer-Collard, Victor Cousin, Félix Ravaisson, Henri Bergson, Louis Lavelle, dentre outros, na França, da chamada escola eclética e do "espiritualismo francês"; Krause, na Alemanha; Lopatin na Rússia, dentre outros do idealismo russo; Cunha Seixas, Amorim Viana, dentre outros, em Portugal; Ferreira França, Farias Brito e Antônio Pedro de Figueiredo, no Brasil, dentre outros.

## Doutrinas
Farias Brito define o espiritualismo como a filosofia que "considera o espírito a realidade verdadeira e suprema, sendo a matéria, no mais rigoroso sentido da palavra, uma criação daquela realidade suprema ou devendo explicar-se como manifestação exterior do desenvolvimento mesmo do espírito". Para ele, o espírito é "a energia que sente e conhece, e se manifesta, em nós mesmos, como consciência, e é capaz, pelos nossos órgãos, de sentir, pensar e agir".
Segundo Brito, todos os sistemas, como dualismo, monismo, pluralismo, monadismo, realismo, idealismo, misticismo, transcendentalismo ou imanentismo são apenas modalidades do espiritualismo, do materialismo ou do panteísmo.